# Alpheus macrocheles
Alpheus macrocheles är en kräftdjursart. Alpheus macrocheles ingår i släktet Alpheus och familjen Alpheidae. Inga underarter finns listade i Catalogue of Life.